# 1545

## Esdeveniments
- Inici del Concili de Trento
- L'Imperi Otomà controla tota Etiòpia
- Descobriment de les mines de Potosí
- Francesc Xavier, jesuïta, arriba a la Xina
- Francisco de Holanda dibuixa el quadern De Aetatibus Mundi Imagines

## Naixements
Països Catalans
- 3 de maig, València: Joan Baptista Vives, jurista, diplomàtic i mecenes, fundador del Pontifici Col·legi Urbanià de Propaganda Fide (m. 1632).[1]

Resta del món
- 2 d'abril, Fontainebleau: Isabel de Valois, princesa francesa que va esdevenir reina consort de Castella i Catalunya-Aragó (m. 1568).[2]
- Alessandro Farnese, duc de Parma i polític molt influent